# Flaming Sideburns
The Flaming Sideburns är ett finskt-argentinskt rockband baserat i Helsingfors. Gruppen grundades 1995 och har sedan dess gett ut tre studioskivor, Hallelujah Rock n' Rollah! (Save Rock N' Roll i USA),Sky Pilots och Keys to the Highway. 

## Historia
The Flaming Sideburns grundades 1995 i Berghäll i Helsingfors. Till en början var det bara en samling av likasinnade som spelade gamla covers för sina vänner. 1997 släpptes den första singeln. Bamndet leds av Jorge Eduardo Martinez och musikstilen beskrivs närmast som garagerock. 
1999 fick bandet ett skivkontrakt med danska Bad Afro Records och gav ut en samling med singlar och demolåtar, It's Time To Testify ... Brothers And Sisters. Flaming Sideburns åkte på turné med Hellacopters. År 2001 släpptes den första studioskivan Hallelujah Rock N' Rollah! på samma bolag. Skivan gavs ut av Jetset Records i USA under namnet Save Rock N' Roll och låten Street Survivor användes i Toyotas TV-reklam i USA. 
Under 2000-talet har Sideburns turnerat flitigt både i Europa och USA. Skivan Sky Pilots (2003) introducerade en mer slipad och nedtonad version av bandet. I Europa släpptes den av Universals dotterbolag Spinefarm och i USA av Jetset Records. 
År 2006 kom samlingsskivan Back To The Grave ut. Flaming Sideburns har spelat mycket tillsammans med The Hellacopters och The Soundtrack of Our Lives.

## Medlemmar
- Eduardo Martinez (sång)
- Ski Williamson (gitarr)
- The Punisher (bas)
- Jay Burnside (trummor)
- Jeffrey Lee Burns (gitarr)

### Tidigare medlemmar
- Vilunki 3000 (gitarr)
- Johnny Volume (gitarr)
- Peevo de Luxe (gitarr)

## Diskografi
- It's Time to Testify ... Brothers and Sisters (1999)
- Hallelujah Rock'n'Rollah (2001)
- Save Rock'n'Roll (2002)
- Sky Pilots (2004)
- Back to the Grave (2006)
- Keys to the Highway (2007)